# الدهوف (العدين)

تعديل مصدري - تعديل

الدهوف محلة تابعة لقرية الحصابين، التابعة لعزلة عردن بمديرية العدين إحدى مديريات محافظة إب في الجمهورية اليمنية، بلغ تعداد سكانها 90 حسب تعداد اليمن لعام 2004.